# Schillersdorf

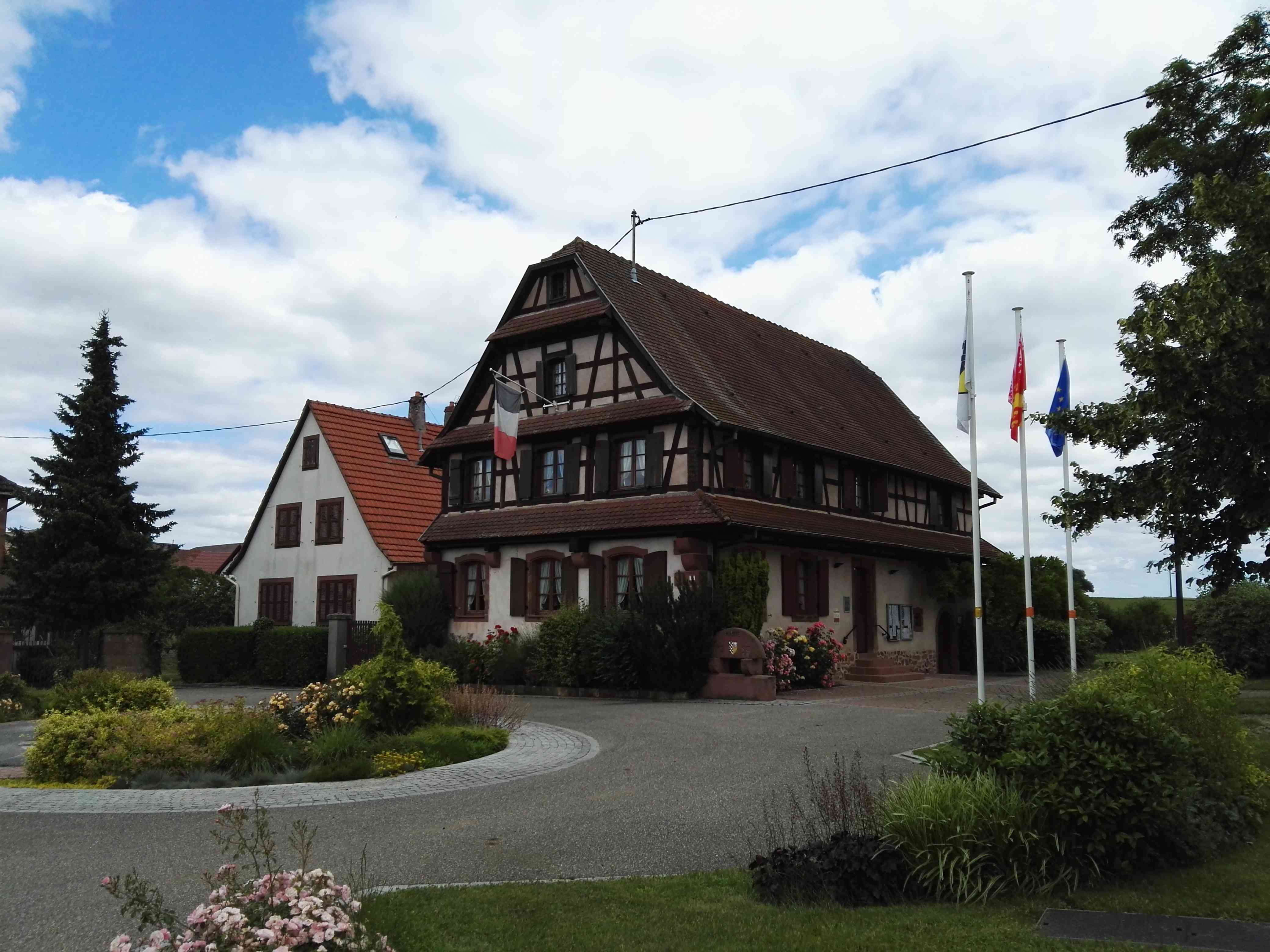
Mairie (Rathaus) von Schillersdorf

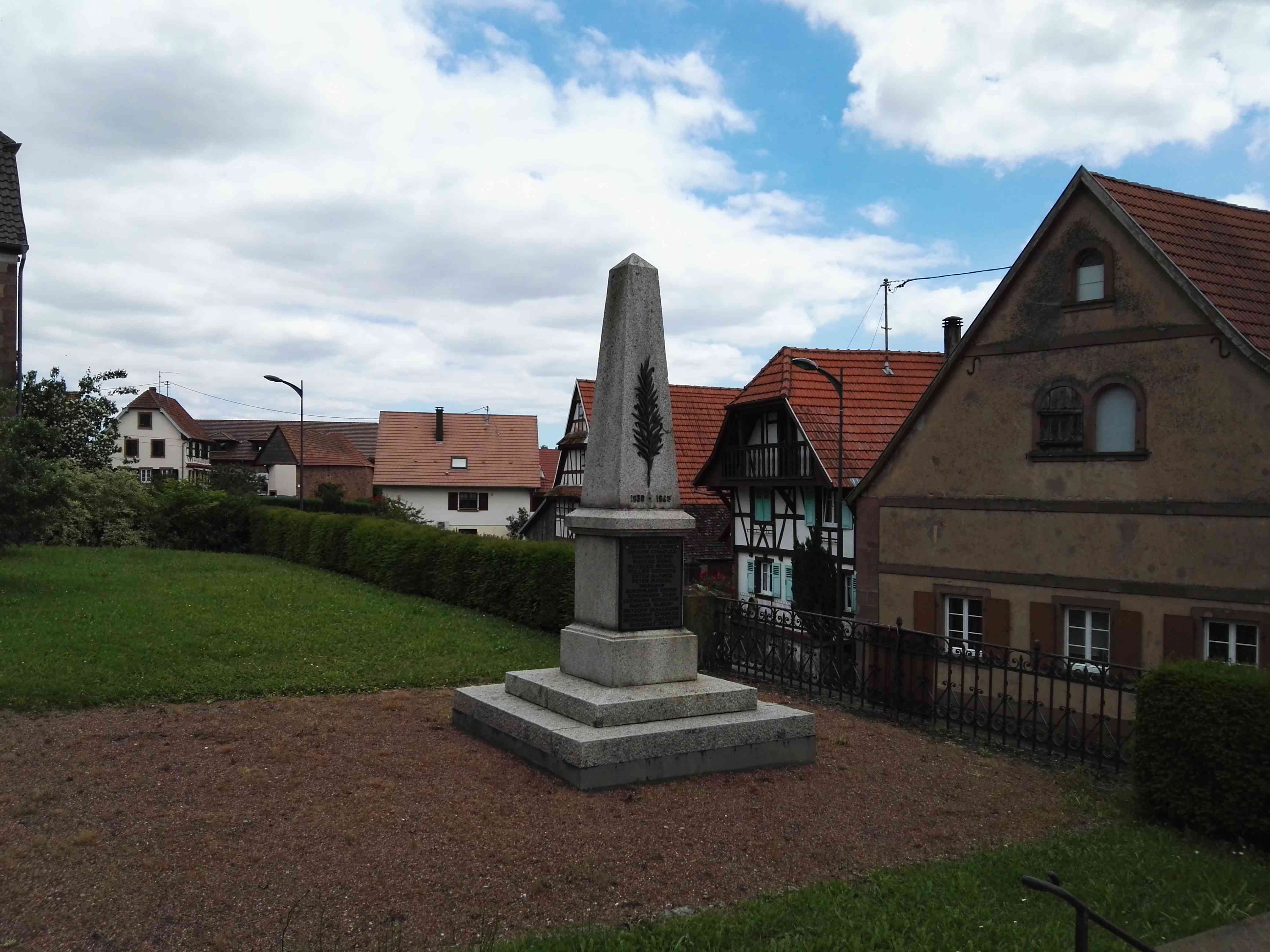
Kriegerdenkmal

Schillersdorf ist eine französische Gemeinde mit 419 Einwohnern (Stand 1. Januar 2021) im Kanton Ingwiller im Département Bas-Rhin und in der Region Grand Est (bis 2015 Elsass).

## Geografie
Schillersdorf liegt drei Kilometer östlich von Ingwiller am Tiermattgraben, einem Kanal zur Drainage der Landwirtschaftszonen in Schillersdorf und Obermodern-Zutzendorf im Einzugsgebiet der Moder.
Die Grenze zu Deutschland (Rheinland-Pfalz) verläuft nördlich in 23 Kilometer Entfernung.

## Geschichte

### Mittelalter
Schillersdorf war ein Reichslehen an die Herren von Lichtenberg. Es gehörte zunächst zum Amt Buchsweiler der Herrschaft Lichtenberg als dieses Amt sich im 13. Jahrhundert bildete. Aufgrund des großen Gebietszuwachses der Herrschaft in der ersten Hälfte des 14. Jahrhunderts wurde das Amt Buchsweiler um 1330 geteilt und das Amt Ingweiler ausgegliedert. Schillersdorf wurde dabei dem Amt Ingweiler zugeschlagen. Anlass für die neue Organisation können die beiden Landesteilungen gewesen sein, die im Haus Lichtenberg um 1330 und im Jahr 1335 stattfanden. Bei der Landesteilung von 1335 zwischen der mittleren und der jüngeren Linie des Hauses Lichtenberg fiel Schillersdorf an die Nachkommen des früh verstorbenen Johann III. von Lichtenberg, die die mittlere Linie des Hauses begründeten.
1480 verstarb mit Graf Jakob das letzte männliche Mitglied der Familie derer von Lichtenberg, sein Erbe und die Herrschaft wurde geteilt. Das Amt Ingweiler gehörte zu dem Teil des Erbes, der an Zweibrücken-Bitsch fiel.

### Neuzeit
Allerdings kam es 1570 zu einem weiteren Erbfall, bei dem die Grafen von Hanau-Lichtenberg das Amt Ingweiler in Besitz nahmen. Die Grafen von Hanau-Lichtenberg führten ab der Mitte des 16. Jahrhunderts die Reformation in ihrer Grafschaft ein, die nun lutherisch wurde.
Mit der Reunionspolitik Frankreichs unter König Ludwig XIV. kam das Amt Ingweiler unter französische Oberhoheit.
Nach dem Tod des letzten Hanauer Grafen, Johann Reinhard III. 1736, fiel das Erbe – und damit auch das Amt Ingweiler – an den Sohn seiner einzigen Tochter, Charlotte, Landgraf Ludwig (IX.) von Hessen-Darmstadt. Mit dem durch die Französische Revolution begonnenen Umbruch wurde das Amt Ingweiler – und damit auch Schillersdorf – Bestandteil Frankreichs.

### Bevölkerungsentwicklung
| Jahr      | 1962 | 1968 | 1975 | 1982 | 1990 | 1999 | 2007 | 2014 |
| Einwohner | 429  | 449  | 434  | 445  | 479  | 456  | 442  | 446  |